# Discografie van 3robi
Hieronder volgt de discografie van de Nederlandse rapper 3robi, met name zijn albums en zijn nummers met een notering in een hitlijst. 

## Albums
| Album                      | Verschijnen      | Label                | Hitlijsten | Hitlijsten | Hitlijsten | Hitlijsten | Opmerkingen |
| Album                      | Verschijnen      | Label                | BE (VL)    | BE (VL)    | NL         | NL         | Opmerkingen |
| Album                      | Verschijnen      | Label                | Piek       | Weken      | Piek       | Weken      | Opmerkingen |
| -------------------------- | ---------------- | -------------------- | ---------- | ---------- | ---------- | ---------- | ----------- |
| Jonge jongen naar de top   | 8 december 2017  | Wilde Westen Records | 38         | 19         | 1 (1 wk)   | 32         | Studioalbum |
| Jonge jongen naar de top 2 | 18 december 2020 | Spow Business        | 48         | 9          | 5          | 14         | Studioalbum |
| Flex mood (met SRNO)       | 4 maart 2022     | Spow Business        | 91         | 3          | 21         | 3          | Studioalbum |

## Nummers met notering(en) in een hitlijst
| Lied | Verschijnen       | Album                                                           | Hitlijsten | Hitlijsten | Hitlijsten  | Hitlijsten  | Hitlijsten   | Hitlijsten   | Opmerkingen                    |
| Lied | Verschijnen       | Album                                                           | BE (VL)    | BE (VL)    | NL (Top 40) | NL (Top 40) | NL (Top 100) | NL (Top 100) | Opmerkingen                    |
| Lied | Verschijnen       | Album                                                           | Piek       | Weken      | Piek        | Weken       | Piek         | Weken        | Opmerkingen                    |
| --- | ----------------- | --------------------------------------------------------------- | ---------- | ---------- | ----------- | ----------- | ------------ | ------------ | ------------------------------ |
| Sinds een puber (met LouiVos en Kingsize)                                                                                  | 8 februari 2017   | W.W. Nation (Wilde Westen Records album)                        | —          | —          | —           | —           | 97           | 1            |                                |
| Donnie bankoe barkie (met Mula B en LouiVos)                                                                               | 8 maart 2017      | W.W. Nation (Wilde Westen Records album)                        | —          | —          | —           | —           | 64           | 1            |                                |
| Westside (met Josylvio en Killer Kamal)                                                                                    | 31 maart 2017     | 2 gezichten (van Josylvio)                                      | tip        | —          | —           | —           | 32           | 12           | Goud in Nederland              |
| Cartier (met Dopebwoy en Chivv)                                                                                            | 13 maart 2020     | Andere flex (van Dopebwoy)                                      | tip22      | —          | tip1        | —           | 5            | 34           | Vijfmaal platina in Nederland  |
| Badman ollo (met Bizzey, Yung Felix en Josylvio)                                                                           | 7 juli 2017       | —                                                               | —          | —          | —           | —           | 59           | 22           |                                |
| Een beetje (met Glades en Lijpe)                                                                                           | 25 augustus 2017  | —                                                               | —          | —          | —           | —           | 37           | 9            | Goud in Nederland              |
| Where i come from (met Zack Ink en LouiVos)                                                                                | 5 september 2017  | Takedown (van Zack Ink)                                         | —          | —          | —           | —           | 78           | 1            |                                |
| Rwina (met La$$a) | 15 september 2017 | —                                                               | —          | —          | —           | —           | 65           | 3            |                                |
| Barz | 3 oktober 2017    | Jonge jongen naar de top                                        | —          | —          | —           | —           | 79           | 2            | Goud in Nederland              |
| Chap die rappers (met LouiVos, Mula B, Kingsize en IliassOpDeBeat)                                                         | 27 oktober 2017   | Vostape, vol. 2: Ik chap die rappers in me eentje (van LouiVos) | —          | —          | —           | —           | 47           | 1            |                                |
| Darbas (met Mula B en LouiVos)                                                                                             | 1 december 2017   | Jonge jongen naar de top                                        | —          | —          | —           | —           | 51           | 2            |                                |
| Anders (met Sevn Alias en Josylvio)                                                                                        | 8 december 2017   | Jonge jongen naar de top                                        | —          | —          | —           | —           | 52           | 1            |                                |
| Casablanca / Marrakech (met Bartofso)                                                                                      | 8 december 2017   | Jonge jongen naar de top                                        | —          | —          | —           | —           | 74           | 1            |                                |
| Jonge jongen naar de top                                                                                                   | 8 december 2017   | Jonge jongen naar de top                                        | —          | —          | —           | —           | 75           | 1            |                                |
| Owjee | 8 december 2017   | Jonge jongen naar de top                                        | —          | —          | —           | —           | 85           | 1            |                                |
| Gekke leven (met Lijpe) | 8 december 2017   | Jonge jongen naar de top                                        | —          | —          | —           | —           | 90           | 1            |                                |
| Boss like that (met Sjaak en Sidney Samson)                                                                                | 2 februari 2018   | THOP (van Sjaak en Sidney Samson)                               | —          | —          | —           | —           | 87           | 1            |                                |
| Jompo (met Josylvio) | 23 februari 2018  | Hella Cash (van Josylvio)                                       | —          | —          | —           | —           | 18           | 3            |                                |
| DM's (met $hirak, Adje en Josylvio)                                                                                        | 30 maart 2018     | —                                                               | —          | —          | —           | —           | 44           | 2            |                                |
| Migraine (met Kevin) | 30 maart 2020     | Lente (van Kevin)                                               | —          | —          | —           | —           | 62           | 1            |                                |
| Vuurwerk (met Spanker, Josylvio en Lijpe)                                                                                  | 6 april 2018      | Ontbijten met champagne (van Spanker)                           | tip        | —          | —           | —           | 18           | 7            |                                |
| Gang (met Mula B) | 6 april 2018      | Meesterplusser (van Mula B)                                     | —          | —          | —           | —           | 35           | 2            | Goud in Nederland              |
| Lijst (met Esko, Bartofso en Mula B)                                                                                       | 13 april 2018     | Beats by Esko (van Esko)                                        | —          | —          | —           | —           | 38           | 3            |                                |
| Stacks (met Vic9) | 1 juni 2018       | 92:29 (van Vic9)                                                | —          | —          | —           | —           | 94           | 1            |                                |
| Nog steeds (met LouiVos en Idaly)                                                                                          | 6 juni 2018       | Exotische wapens (van LouiVos)                                  | tip        | —          | —           | —           | 20           | 6            |                                |
| FML (met Yung Felix en Mula B)                                                                                             | 24 augustus 2018  | —                                                               | —          | —          | —           | —           | 73           | 1            |                                |
| Ik zweer het je (met Young Ellens en Esko)                                                                                 | 14 september 2018 | Practice 2 (van Young Ellens)                                   | tip        | —          | —           | —           | 21           | 7            |                                |
| Extreem (met Bartofso en Mula B)                                                                                           | 21 september 2018 | Majin bouz                                                      | —          | —          | —           | —           | 89           | 1            |                                |
| Enge loesoe (met JoeyAK en Drechter)                                                                                       | 12 oktober 2018   | Hhhk (van JoeyAK)                                               | —          | —          | —           | —           | 69           | 1            | Goud in Nederland              |
| Dix millions de dollars (met Lacrim)                                                                                       | 26 oktober 2018   | —                                                               | tip        | —          | —           | —           | 53           | 1            |                                |
| Risico's | 4 december 2018   | tip                                                             | —          | —          | —           | —           | 90           | 1            |                                |
| Wilde Westen - Megasessie - 101Barz (met LouiVos, Mula B, IliassOpDeBeat, Kingsize, Bartofso, Scarface, Boegie en Knaller) | 10 januari 2019   | —                                                               | —          | —          | —           | —           | 97           | 1            |                                |
| Wazabi | 18 januari 2019   | —                                                               | tip19      | —          | tip9        | —           | 6            | 7            |                                |
| Zme3 (met Glades en Ismo)                                                                                                  | 8 februari 2019   | Onderscheiding (van Glades)                                     | —          | —          | —           | —           | 62           | 1            |                                |
| Money baby (met Josylvio)                                                                                                  | 5 april 2019      | Gimma (van Josylvio)                                            | tip36      | —          | —           | —           | 10           | 5            |                                |
| Walou crisis (met Dopebwoy en Mula B)                                                                                      | 14 april 2019     | Forever lit (van Dopebwoy)                                      | tip32      | —          | tip3        | —           | 10           | 25           | Platina in Nederland           |
| Fra333 | 18 april 2019     | —                                                               | tip        | —          | —           | —           | 65           | 1            |                                |
| Linkerbaan (met Bizzey) | 27 juni 2019      | Tido (van Bizzey)                                               | —          | —          | —           | —           | 85           | 1            |                                |
| Cheeba (met Jack) | 3 juli 2019       | Plan A (van Jack)                                               | tip        | —          | —           | —           | 54           | 1            |                                |
| Bangalang (met Yung Felix en Poke)                                                                                         | 19 juli 2019      | —                                                               | tip        | —          | —           | —           | 45           | 2            |                                |
| Sterk | 18 oktober 2019   | —                                                               | tip        | —          | —           | —           | 65           | 1            |                                |
| Fack die haters | 18 november 2019  | —                                                               | —          | —          | —           | —           | 76           | 2            |                                |
| 3chiri (met SRNO en Djezja)                                                                                                | 22 november 2019  | —                                                               | —          | —          | —           | —           | 53           | 3            | Goud in Nederland              |
| Dinero (met Ashafar) | 13 december 2019  | —                                                               | tip        | —          | —           | —           | 49           | 1            |                                |
| Barcelona | 17 januari 2020   | —                                                               | tip        | —          | —           | —           | 92           | 1            |                                |
| Champagne papi (met Dopebwoy, Boef en SRNO)                                                                                | 28 augustus 2020  | Netwerk                                                         | tip20      | —          | tip2        | —           | 3            | 10           | Goud in Nederland              |
| Monsieur (met Henkie T) | 21 augustus 2020  | Netwerk (van Henkie T)                                          | —          | —          | —           | —           | 58           | 1            |                                |
| Marbella (met Dopebwoy en SRNO)                                                                                            | 16 oktober 2020   | Hoogseizoen (van Dopebwoy)                                      | —          | —          | —           | —           | 35           | 5            |                                |
| Quarantaine sessie #2 (met Boef)                                                                                           | 3 december 2020   | —                                                               | tip21      | —          | —           | —           | 15           | 2            |                                |
| 3andak dough | 12 februari 2021  | Jonge jongen naar de top 2                                      | —          | —          | —           | —           | 77           | 1            |                                |
| Noncha (met Jack en SRNO)                                                                                                  | 19 februari 2021  | Waterman (van Jack)                                             | —          | —          | —           | —           | 73           | 1            |                                |
| Animals (met Broederliefde)                                                                                                | 26 februari 2021  | Medaille (van Broederliefde)                                    | —          | —          | —           | —           | 41           | 3            |                                |
| Nike Tech (met Ashafar, Mula B, Josylvio en JoeyAK)                                                                        | 12 maart 2021     | Etappes (van Ashafar)                                           | tip10      | —          | tip8        | —           | 11           | 15           | Goud in Nederland en in België |
| Geen cartoon | 19 maart 2021     | Jonge jongen naar de top 2                                      | tip        | —          | —           | —           | 62           | 2            |                                |
| Etages (met Ice) | 24 maart 2021     | —                                                               | tip        | —          | —           | —           | 45           | 3            |                                |
| Hele enge flex (met Josylvio en Monsif)                                                                                    | 2 april 2021      | Jonge jongen naar de top 2                                      | —          | —          | —           | —           | 81           | 1            |                                |
| Validé (met Bryan Mg en SRNO)                                                                                              | 8 april 2021      | Bryan (van Bryan Mg)                                            | —          | —          | —           | —           | 68           | 3            |                                |
| Rebels | 25 juni 2021      | —                                                               | —          | —          | —           | —           | 83           | 1            |                                |
| Slide (met Yssi SB) | 2 juli 2021       | —                                                               | —          | —          | —           | —           | 51           | 2            |                                |
| Montana (met SRNO, Henkie T en Bryan Mg)                                                                                   | 10 september 2021 | Flex mood                                                       | —          | —          | —           | —           | 50           | 3            |                                |
| Bye bye | 8 oktober 2021    | —                                                               | —          | —          | —           | —           | 79           | 1            |                                |
| Cantona (met Ashafar) | 4 februari 2022   | —                                                               | —          | —          | —           | —           | 79           | 1            |                                |
| Werkpaarden (met Glades, Lijpe en Boef)                                                                                    | 9 februari 2024   | —                                                               | —          | —          | —           | —           | 25           | 2            |                                |
| Kesh (met KA) | 2 mei 2025        | —                                                               | —          | —          | —           | —           | 73           | 1            |                                |